# Glochidion cagayanense
Glochidion cagayanense är en emblikaväxtart som beskrevs av Charles Budd Robinson. Glochidion cagayanense ingår i släktet Glochidion och familjen emblikaväxter. Inga underarter finns listade i Catalogue of Life.